# Królowa Krystyna
Królowa Krystyna (Queen Christina) – amerykański dramat historyczny z 1933 roku.

## O filmie
Obraz jest melodramatem historyczno-kostiumowym. Wyreżyserował go Rouben Mamoulian, natomiast główne role zagrali: Greta Garbo, wówczas jedna z najpopularniejszych hollywoodzkich aktorek, i John Gilbert, którego kariera podupadła wraz z nadejściem ery filmu dźwiękowego. Ten film był czwartym i ostatnim, w którym zagrali razem. Była to także pierwsza rola Garbo po kilkunastomiesięcznej przerwie. Produkcja przyniosła ponad 2,5 miliona dolarów zysku i zebrała pozytywne recenzje.
Film opowiada o życiu autentycznej szwedzkiej królowej, Krystyny Wazy, sprawującej swoje rządy w XVII wieku. Obok tytułowej bohaterki, pojawiają się tu inne historyczne postacie, a także wydarzenia, które miały miejsce w historii. Nie jest to jednak film w pełni odpowiadający faktom: fikcyjny jest wątek romansu Krystyny z Antonio, a także powód abdykacji królowej – w rzeczywistości była to jej konwersja na katolicyzm. Krystyna Waza była biseksualistką, co znalazło odzwierciedlenie w treści filmu – monarchini w jednej z początkowych scen całuje swą damę dworu, Ebbę, deklaruje: "umrę niezamężnie", nosi męskie ubrania, a nawet podaje się za mężczyznę.
Rola królowej Krystyny jest uznawana za jedną z najlepszych w filmografii Garbo. Kreacja ta słynie z dwóch scen, uznawanych dziś za kultowe. Pierwsza z nich to moment, w którym Krystyna, po nocy spędzonej z Antonio, przechadza się po sypialni w milczeniu dotykając przedmiotów, by, jak mówi, zapisać ten moment na zawsze w swojej pamięci. Druga scena to końcowe ujęcie filmu, zbliżenie przedstawiające królową Krystynę na statku, odpływającą do Hiszpanii po śmierci ukochanego. Rouben Mamoulian przed nakręceniem tej sceny sugerował Garbo, by jej twarz przedstawiała "czystą kartkę papieru", by "nie myślała absolutnie o niczym". Dzięki temu każdy widz miał zinterpretować ją na swój sposób i samemu dopowiedzieć sobie zakończenie Królowej Krystyny.

## Opis fabuły

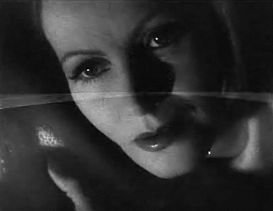
Greta Garbo jako królowa Krystyna

Krystyna (Greta Garbo) zasiada na tronie Szwecji w wieku niemal sześciu lat, po tym, jak jej ojciec ginie w jednej z bitew. Jest poświęcona swojemu państwu i zależy jej na swoich poddanych. Wywierana jest na niej presja poślubienia swego kuzyna (Reginald Owen), jednak ona nawiązuje romans z hiszpańskim wysłannikiem Antonio (John Gilbert). Kochankowie decydują pobrać się, jednak decyzja ta powoduje bunt podwładnych królowej – nie chcą oni zaakceptować człowieka z obcego kraju jako władcy. Krystyna publicznie rozstaje się z Antonio, w tajemnicy zamierzając wyjechać z nim do Hiszpanii. Następnie abdykuje i koronę przekazuje swemu kuzynowi, jednocześnie odmawiając poślubienia go. Udaje się na statek, by tam spotkać Antonio. Okazuje się jednak, że mężczyzna został ciężko ranny w pojedynku z Magnusem (Ian Keith). Ukochany umiera w jej ramionach, a królowa samotnie wypływa do Hiszpanii.

## Obsada
- Greta Garbo – Krystyna Waza
- John Gilbert – Antonio
- Ian Keith – Magnus
- Lewis Stone – Oxenstierna
- Elizabeth Young – Ebba Sparre
- C. Aubrey Smith – Aage
- Reginald Owen – Karl Gustav
- Georges Renavent – francuski ambasador
- David Torrence – arcybiskup
- Gustav von Seyffertitz – generał
- Ferdinand Munier – właściciel pubu
- Muriel Evans – barmanka
- Hooper Atchley – towarzysz Antonio

## Oceny
| Źródło           | Ocena     |
| ---------------- | --------- |
| AllMovie         | [ 9 ]     |
| Contactmusic.com | [ 10 ]    |
| Rotten Tomatoes  | 100%      |
| Filmsite         | pozytywna |